# ベントレー・フライング・スパー
フライング・スパー（Flying Spur ）はイギリスのベントレーによって製造・販売されている高級セダン。

## 初代 (2013年–2019年)
2013年2月、ジュネーブモーターショーで発表された。
車名は「コンチネンタル」が外れ「ベントレー・フライングスパー」となった。エンジンは先代と同じく6リッターW12ツインターボで、最高出力は625ps、最大トルクは81.6kgm。

### 日本市場での歴史
2013年6月、日本市場で発表された。デリバリーは2013年の秋以降となる。
2014年5月30日、V8エンジンを搭載した「フライングスパー V8」が発表された。エンジンは「コンチネンタルGT V8」に搭載されるものと同じもので、最高出力は507ps、最大トルクは67.3kgm。
2018年2月1日、特別仕様車「ストラトゥスエディションbyマリナー」が発表された。限定20台。

## 2代目 (2019年-)
価格は2667万4000円。